# Cattleya fidelensis
Cattleya fidelensis là một loài thực vật có hoa trong họ Lan. Loài này được (Pabst) Van den Berg mô tả khoa học đầu tiên năm 2008.